# Elisabeth von Sachsen-Meiningen

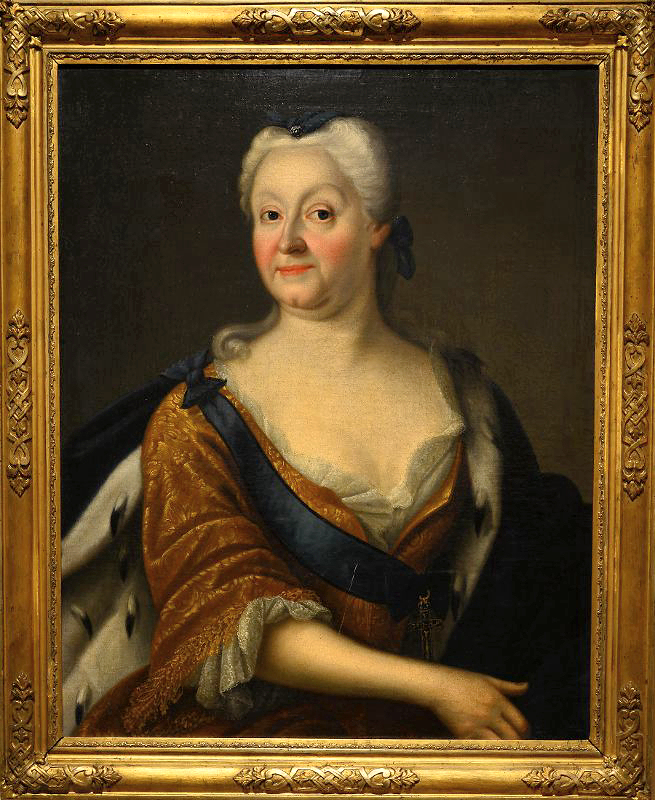
Elisabeth Ernestine Antonie von Sachsen-Meiningen, Äbtissin von Gandersheim, um 1743

Elisabeth Ernestine Antonie von Sachsen-Meiningen (* 3. Dezember 1681 in Meiningen; † 24. Dezember 1766 im Stift Gandersheim) war eine Prinzessin von Sachsen-Meiningen und von 1713 bis 1766 Äbtissin des Kaiserlich freien weltlichen Reichsstifts Gandersheim.

## Leben
Elisabeth war eine Tochter des Herzogs Bernhard I. von Sachsen-Meiningen und dessen zweiter Gemahlin Elisabeth Eleonore, Tochter des Schriftstellers und kunstsinnigen Herzogs Anton Ulrich von Braunschweig-Wolfenbüttel. Damit entstammte Elisabeth dem Haus Sachsen-Meiningen.
Ihre Kindheit und Jugend verbrachte Elisabeth am Meininger Hof und entwickelte früh Interesse an Literatur und Musik. Sie sang und spielte auch selbst Theater. Im Jahr 1713 wurde sie Äbtissin des evangelischen Reichsstifts Gandersheim. Durch ihr Engagement für Wissenschaft und Künste legte sie neben der Bibliothek auch umfangreiche Kunstsammlungen an. Das Stift erlebte unter ihrer Regierung seinen Höhepunkt. Sie gilt als bedeutendste nachreformatorische Äbtissin. 
Elisabeth gründete zusammen mit dem Stiftskapitel durch umfangreiche Ankäufe am 26. April 1721 die heutige Stiftsbibliothek. Unterstützt wurde sie dabei von ihrem Oberhofmeister Anton Kroll von Freyhan und zahlreichen Spendern. In den Jahren 1713–1726 ließ sie in Brunshausen ein Sommerschloss mit Sammlungs- und Studienräumen bauen. Nach dem Umbau des Klosters zum Sommerschloss entstand auch ein Barockgarten. Ab 1726 ließ sie den prächtigen  Barockflügel der Abtei mit dem Kaisersaal errichten. Der Bau wurde 1736 abgeschlossen und zeugt von der landesfürstlichen Hofhaltung Elisabeths.
Mit ihrem Bruder Herzog Anton Ulrich von Sachsen-Meiningen hatte sie zeit ihres Lebens ein sehr enges Verhältnis, stand mit ihm in regem Kontakt, unterstützte ihn bei seinen Auseinandersetzungen mit seinen Brüdern und stand ihm auch finanziell zur Seite. Die Kunst- und Naturaliensammlung Anton Ulrichs in Meiningen entstand in enger Zusammenarbeit mit Elisabeth Ernestine. Anton Ulrich erbte einen Großteil der Sammlungen seiner Schwester, die nach ihrem Tode nach Meiningen überführt wurden.
Am Heiligabend des Jahres 1766 starb die hochbetagte Äbtissin nach 53 Amtsjahren. Ihr Marmorsarkophag befindet sich in der Stiftskirche Gandersheim.